# Tripolitanija
Tripolitanija (arabsko طرابلس, latinizirano: Ṭarābulus, berbersko Ṭrables, latinsko Regio Tripolitana, starogrško Τριπολιτάνια, latinizirano: Tripolitánia) je zgodovinska regija in bivša provinca Libije.
Regija je bila poseljena že v antiki. Prvič je postala pomembna kot del Kartažanskega imperija. Po porazu Kartagine v punskih vojnah je Stari Rim združil Tripolitanijo s Tunizijo in vzhodno Alžirijo v provinco Afriko pod upravo prokonzula. Med Dioklecijanovimi reformami v poznem 3. stoletju je bila vsa Severna Afrika združena v novoustanovljeno afriško diecezo, katere sestavna provinca je bila Tripolitanija. 
Po padcu Zahodnega rimskega cesarstva v 5. stoletju  je  oblast Vandalov v Tripolitaniji azamenjalo Bizantinsko cesarstvo. V njegovi posesti je ostala do muslimanske osvojitve Magreba v 8. stoletju. Postala  je del regije, v islamskem svetu znana kot Ifrikija. Njene meje so se približno ujemale  mejami stare rimske province Afrike. Severna Afrika  je bila uradno pod vrhovno oblastjo Abasidskega kalifata, vendar so tam vladale praktično neodvisne lokalne dinastije, kot so bili Aglabidi in kasneje Fatimidi. Avtohtoni Berberi, ki so naseljevali to območje že stoletja pred prihodom Arabcev, so v 13. stoletju v Ifrikiji ustanovili svojo avtohtono Hafsidsko dinastijo, ki je vladala do 15. stoletja, ko je severno Afriko osvojilo  Osmansko cesarstvo. Tripolitanija je postala posebna provinca Osmanskega cesarstva. Leta 1911 je postala italijanska kolonija.
Po ustanovitvi Libije leta 1934 je Tripolitanija postala ena od treh glavnih provinc nove države. Drugi sta Cirenajka na vzhodu in Fezan na jugu.

## Definicija
Zgodovinsko gledano je ime Tripoli označevalo regijo in ne mesta. Na enak način se danes uporablja arabska beseda Tarablus (arabsko طرابلس). Če se uporablja kot taka, pomeni mesto. Za označevanje province je potreben določilnik 'provinca' (šabijah).
Imeni Tripoli in Tripolitanija izhajata iz grškega imena grško Τρίπολις, latinizirano: Trípolis – Tri mesta – Oea, Sabratha in Leptis Magna. Oea je edina preživela antiko in postala znana kot Tripolis. Tripolis je zdaj glavno mesto Libije in severozahodnega dela države.
Razen Tripolisa, ki je najpomembnejše mesto v regiji, so pomembna tudi mesta Misrata, Zavija (v bližini antične Sabrata), Gharjan, Homs (v bližini antične Leptis Magna), Tarhuna in Sirta.

## Zgodovina

### Stari vek
Mesto Oea na mestu današnjega Tripolisa so ustanovili Feničani v 7. stoletju pr. n. št. Oeo so za nekaj časa zasedli grški kolonisti iz Cirenajke, ki so jih nato izpodrinili Puni iz Kartagine. Rimska republika je Tripolitanijo zavzela leta 146 pr. n. št. V obdobju Rimskega cesarstva je območje cvetelo. Latinsko ime Regio Tripolitania je nastalo v 3. stoletju. Pod rimsko vladavino so mesta zaradi cvetočega kmetijstva in čezsaharske trgovine doživela velik gospodarski in kulturni razcvet. Poleg tega je mesta močno razširila cesarska dinastija Severanov, ki je prišla iz Tripolitanije, v začetku 3. stoletja. Z Limes Tripolitanus in prefinjenim programom varovanja meja, uvedenim z njim, so Rimljani zavarovali območje severno od Sahare pred vojaškimi vpadi. Poleg tega so lahko uredili »maloobmejni promet« z živinorejskimi nomadi.
Z zatonom Rimskega cesarstva leta 435, ko so na oblast prišli Vandali, se je začelo gospodarsko nazadovanje, saj je trgovina na dolge razdalje večinoma propadla. Od takrat naprej je bila država zaradi golih meja večkrat izpostavljena napadom kameljih nomadov. Toda Vandali so očitno skušali zaščititi tudi svoje državne meje. Najdbe na primer dokumentirajo nadaljnji obstoj utrdbe Gheriat el-Garbia, ki je bila potisnjena naprej na rob puščave, kot naseljen kraj po vandalskem obdobju do sredine 6. stoletja.
Potem ko je Tripolitanija leta 535 prišla pod bizantinsko oblast pod vodstvom cesarja Justinijana I. in njegovega generala Belizarja, je zaščita meja spet postala vse bolj pomembna s širitvijo nekaterih starih limeskih utrdb in ovir. Leta 590 je bizantinska oblast ustanovila lastno, razmeroma neodvisno upravno okrožje s Kartaginskim eksarhatom, toda Konstantinopel, oslabljen na vseh frontah zaradi nenehnih obrambnih bitk, je moral leta 647 kapitulirati pred vdori islamskih borcev v Tripolitanijo. 

### Srednji vek
Muslimanski Arabci so iz Oee naredili novo središče države, ki se je kmalu zatem preimenovala v Tripolis. Čeprav so obalna mesta muslimani hitro pokorili, se je berberski odpor v Džabal Nafusi nadaljeval pod zastavo islama, ko so se plemena pridružila haridžitskim ibaditom pod vodstvom Abu l-Khataba al-Mafirija. Poraz haridžitov je privedel do uničenja Berberov Malzūza leta 772. Z muslimansko okupacijo države se je z arabizacijo in islamizacijo začela celovita kulturna preobrazba Tripolitanije. Poleg zatona krščanske kulture je to med drugim vključevalo tudi izumrtje punskega jezika, ki je bil dokumentiran še v poznorimskem obdobju. Z drugo linguo franco jo je nadomestila arabščina, tako kot se je veliko Arabcev s svojo kulturo naselilo na novo osvojenih območjih.
V 7. stoletju je Tripolitanijo osvojil Rašidunski kalifat od katerega sta jo podedovala njegova potomca Omajadski kalifat in Abasidski kalifat. Fatimidski kalifat (909–972) je vladal od Tunizije do Sirije. V 40. letih 11. stoletja so v Tripolitanijo vdrli Italo-Normani, ki jih je leta 1158 izrinil Almohadski kalifat. Almohadski vazal Abu Zakarija Jahija je leta 1229 v Tuniziji ustanovil neodvisno državo, ki je kmalu zatem prevzela nadzor nad Tripolitanijo. Hafsidi so v regiji vladali do osmanske osvojitve leta 1553.

### Sodobna zgodovina
Potem ko so španske čete pod Ferdinandom II. leta 1510 zasedle Tripolis, so Špance šele leta 1551 ob osmanski podpori pregnali korzarji pod Dragut Pašo.
Osmanska Tripolitanija (osmansko turško ایالت طرابلس غرب, Zvezna država Zahodni Tripoli) je bila večja od zgodovinske Tripolitanije in je vključevala tudi Cirenajko. Pod Karamanidi, ki so vladali od leta 1711 do 1835, je Tripolitanija postala praktično neodvisna država. Ker so Karamanli spodbujali piratstvo, je francoska flota leta 1728 uničila Tripolis. Osmanska oblast v regiji je trajala do leta 1911/1912, ko jo je po italijansko-osmanski vojni postopoma okupirala Italija. Po zatrtju odpora plemen so v Tripolitanijo naselili na tisoče italijanskih kolonistov, ki so tam vzpostavili poljedelstvo. 
Po prvi svetovni vojni je arabska republika Al-Jumhuriya al-Trabulsiya ali Tripolitanska republika razglasila neodvisnost Tripolitanije od italijanske Libije. Razglasitvi Tripolitanske republike jeseni 1918 je sledila uradna  razglasitev njene neodvisnosti na Pariški mirovni konferenci leta 1919 (Versajska mirovna pogodba). Tripolitanska republika je bila prva uradno razglašena republika v arabskem svetu, vendar je dobila malo podpore mednarodnih sil in je do leta 1923 razpadla. Italiji pod fašističnim diktatorjem Benitom Mussolinijem  je do leta 1930 uspelo ponovno vzpostaviti popolno oblast nad Libijo.
Italijanska Tripolitanija je bila od 26. junija 1927 do 3. decembra 1934 samostojna kolonija, potem pa je bla združena z Libijo. Italijanski fašisti so na meji med Tripolitanijo in Cirenaiko blizu sredozemske obale zgradili Marmorni slavolok, ki se je zgledoval po rimskih slavolokih zmage.
Tripolitanija je v poznih 1930-ih doživela velik razvoj s Tripolijem kot modernim 'zahodnjaškim' mestom. Provinca Tripolis (italijansko Provincia di Tripoli) je bila ustanovljena leta 1937 in se uradno imenovala Commissariato Generale Provinciale di Tripoli (Generalni komisariat province Tripolis). Libija je veljala za provinco Kraljevine Italije in je obstajala do leta 1943.
Med drugo svetovno vojno je puščava severne Afrike postala bojišče med italijanskimi fašisti in Britanci. Italiji se je leta 1941 pridružila nacistična Nemčija. Britanci iz Egipta so po zmagi nad nemškim feldmaršalom Erwinom Rommelom in njegovim Afriškim korpusom pri El Alameinu oktobra 1942 potisnili Nemce in Italijane proti zahodu. V Maroku in Alžiriji so se v operaciji Bakla novembra 1942 izkrcali Američani. Od koncu vojne leta 1945 do leta 1951, ko je bila razglašena neodvisnost Libije, je Tripolitanijo in Cirenajko upravljala britanska vojaška uprava. Italija se je leta 1947 uradno odrekla svoji zahtevi po libijskem ozemlju.
V Kraljevini Libiji je imela Tripolitanija status province od leta 1951 do 1963, ko jo je sistem provinc zamenjal sistem gubernij. Tripolitanija je bila razdeljena na gubernije Homs, Zavija, Džabal al Gharbi, Misrata in Tarabulus.
Leta 1963 je bila Tripolitanija razpuščena kot glavna provinca, da bi okrepili moč libijske centralne vlade pod kraljem Idrisom I.

## Geografija
Tripolitanija leži na severozahodu Libije in se razteza približno 800 km vzdolž obale Sredozemskega morja. Tripolitanija na zahodu meji na Tunizijo in Alžirijo, na jugu na Fezan, na vzhodu na Cirenajko in na severu na Sredozemlje. Pokrajina je razdeljena na obalno nižino in gorsko regijo Džabal Nafusa. Gorsko območje sega za obalno nižino več kot 300 km v območje Leptis Magna. Na površini 272.090 km2 (stanje 2003) živi 3.642.999 prebivalcev. Zahvaljujoč dežju iz oblakov na visokih nadmorskih višinah v gorah (do 968 m) je v obalnih nižinah možno kmetijstvo brez kompleksnih namakalnih sistemov.
Poleg kmetijstva so pomembne gospodarske panoge še proizvodnja nafte, strojarne in tovarne mila.
Do leta 2007 je bilo 16 od 32 libijskih občin na območju nekdanje glavne province Tripolitanije.